# Championnat d'Europe masculin de rink hockey des moins de 20 ans 2001
Navigation
Championnat d'Europe masculin -20 ans 2000 Championnat d'Europe masculin -20 ans 2002
Le championnat d'Europe de rink hockey masculin des moins de 20 ans 2001 se déroule du 3 septembre au 8 septembre 2001 à Dinan en France. La compétition est remportée par l'équipe d'Espagne, qui devient ainsi championne d'Europe 2001 des moins de 20 ans.

## Participants
Sept équipes prennent part à la compétition :
- Allemagne
- Angleterre
- Espagne
- France
- Italie
- Portugal
- Suisse

## Format
La compétition se dispute selon la formule d'un championnat. Chaque équipe rencontre une fois tous ses adversaires. 

## Classement et résultats
L'Espagne termine invaincue à la première place devant le Portugal, qui ne compte qu'une défaite.
L'équipe espagnole remporte une nouvelle fois le titre de champion d'Europe.
| Rang | Équipe     | Pts | J | G | N | P | Bp | Bc | Diff |  | Résultats  |  |     |     |     |     |      |      |
| ---- | ---------- | --- | - | - | - | - | -- | -- | ---- |  | ---------- |  | --- | --- | --- | --- | ---- | ---- |
| 1    | Espagne    | 18  | 6 | 6 | 0 | 0 | 34 | 4  | +30  |  | Espagne    |  | 4-3 | 3-0 | 2-0 | 5-1 | 10-0 | 10-0 |
| 2    | Portugal   | 15  | 6 | 4 | 0 | 1 | 57 | 11 | +46  |  | Portugal   |  |     | 4-3 | 5-2 | 8-1 | 6-0  | 31-2 |
| 3    | Italie     | 12  | 6 | 3 | 0 | 3 | 20 | 11 | +9   |  | Italie     |  |     |     | 3-1 | 1-0 | 3-2  | 11-1 |
| 4    | Suisse     | 6   | 6 | 3 | 0 | 3 | 17 | 16 | +1   |  | Suisse     |  |     |     |     | 4-2 | 2-3  | 8-1  |
| 5    | France     | 6   | 6 | 2 | 0 | 4 | 13 | 22 | -9   |  | France     |  |     |     |     |     | 3-1  | 6-3  |
| 6    | Allemagne  | 6   | 6 | 2 | 0 | 4 | 9  | 26 | -17  |  | Allemagne  |  |     |     |     |     |      | 3-2  |
| 7    | Angleterre | 0   | 6 | 0 | 0 | 6 | 9  | 69 | -60  |  | Angleterre |  |     |     |     |     |      |      |